# Klaus-Dieter Mackowiak
Klaus-Dieter Mackowiak (* 10. Februar 1947) ist ein ehemaliger deutscher Fußballspieler.

## Karriere
Für den 1. FC Mülheim bestritt Mackowiak von 1974 bis 1976 insgesamt 63 Spiele in der 2. Bundesliga Nord. Seit seinem 19. Lebensjahr spielte der Libero und Vorstopper für die Styrumer “Löwen”, mit denen er 1972 Niederrheinmeister wurde und in die Regionalliga West aufstieg. In den zwei letzten Runden der alten zweitklassigen Fußball-Regionalliga, 1972/73 und 1973/74, absolvierte Mackowiak für Mülheim 56 Ligaspiele und erzielte dabei ein Tor. Das erste Regionalligaspiel absolvierte er mit seinen Mannschaftskameraden am 30. Juli 1972 beim Auswärtsspiel gegen Fortuna Köln. Den ersten Sieg gab es eine Woche später vor 12.000 Zuschauern auf der heimischen Anlage an der Moritzstraße beim 2:1 gegen die SG Wattenscheid 09. Als Aufsteiger belegten die Styrumer 1973 den achten und 1974 sogar den vierten Platz. Im letzten Jahr als Bundesligaunterbau, 1973/74, kam Mülheim in den Heimspielen auf 32:2 Punkte. Lediglich am dritten Rundenspieltag, den 19. August 1973, wurde das Heimspiel gegen Borussia Dortmund mit 1:2 Toren verloren. Gegen die drei Spitzenreiter – Wattenscheid 09 (2:0), Rot-Weiß Oberhausen (3:0) und Bayer Uerdingen (3:2) – wurden die Heimspiele gewonnen.
Im ersten Jahr der neuen 2. Bundesliga debütierte Mackowiak zum Saisonauftakt am 4. August 1974 im Heimspiel gegen den VfL Osnabrück (1:0). Mit den Styrumer “Löwen” belegte er am Saisonende den elften Rang. Im DFB-Pokal 1974/75 erreichte Mackowiak mit dem 1. FC Mülheim nach Siegen über die Süd-Vereine SpVgg 07 Ludwigsburg und VfR Mannheim die 3. Hauptrunde, wo man Eintracht Frankfurt mit 0:3 unterlag. In der Pokalsaison 1975/76 kam das Aus in Runde 2.
Nach dem Abstieg der Mülheimer aus der zweiten Liga 1976 und einhergehenden finanziellen Problemen verließ Klaus-Dieter Mackowiak den Verein und wechselte gemeinsam mit Mannschaftskamerad Holger Osieck in die Verbandsliga Niederrhein zum amtierenden Niederrheinmeister 1. FC Bocholt. Mit den Schwatten vom Hünting wurde er 1977 Vizemeister und nahm an der Aufstiegsrunde zur 2. Bundesliga teil. Hier setzte man sich gegen Arminia Gütersloh und den Spandauer SV durch.